# 우피치 미술관
우피치 미술관(이탈리아어: Galleria degli Uffizi)은 이탈리아 토스카나주 피렌체에 위치한 미술관이다. 피렌체 역사 지구에 있는 시뇨리아 광장에서 가까운 위치에 있다. 이탈리아에서 가장 중요한 박물관 중 하나이자 가장 큰 미술관 중 한 곳으로도 알려져 있다. 이탈리아 르네상스 시기의 뛰어난 작품들을 소장하고 있다.
지배 가문인 메디치 가문의 몰락 이후, 그들의 미술품 컬렉션은 마지막 메디치 가의 후손인 안나 마리아 루이자 데 메디치가 상의를 한 끝에 피렌체 시에 기부되었다. 우피치 미술관은 최초의 현대적 박물관 중 하나이며, 1765년에는 공식적으로 대중들에게 개방되었고, 1865년에 정식 박물관이 되었다.
오늘날 우피치 미술관은 피렌체에서 가장 인기있는 관광지중 한 곳이다. 우피치 미술관은 2016년에 2백만명이 방문했으며, 이탈리아에서 가장 많은 방문객이 찾은 미술관이 되었다. 성수기 (특히 7월)에는 대기 시간이 다섯 시간에 이른다. 입장권은 사전에 앞서 온라인으로도 구매 가능하며, 상당한 대기 시간을 줄여 준다. 박물관은 작품을 전시하는 데 사용 하는 방의 수를 두 배 이상으로 늘리기 위해 개조하고 있다.

## 미술관 건물
우피치 단지의 건물은 조르조 바사리가 메디치 가의 코시모 1세 데 메디치를 위하여 1560년도부터 짓기 시작하였다. 그의 치안 판사 사무실로 사용하기 위한 것이었으며, 우피치(uffizi)는 이탈리아어로 사무실을 뜻한다. 그 후 알폰소 파리지와 베르나르도 부온탈렌티가 이어서 건축하여, 1581년도에 완성하였다. 안마당은 상당히 길고 좁으며, 끝에 가서는 공간을 구획짓는 도리아식 기둥들을 지나 아르노강으로 열려 있다. 건축 역사가들은 이것을 유럽 최초의 규칙적인 가로(街路)라고 평가한다.

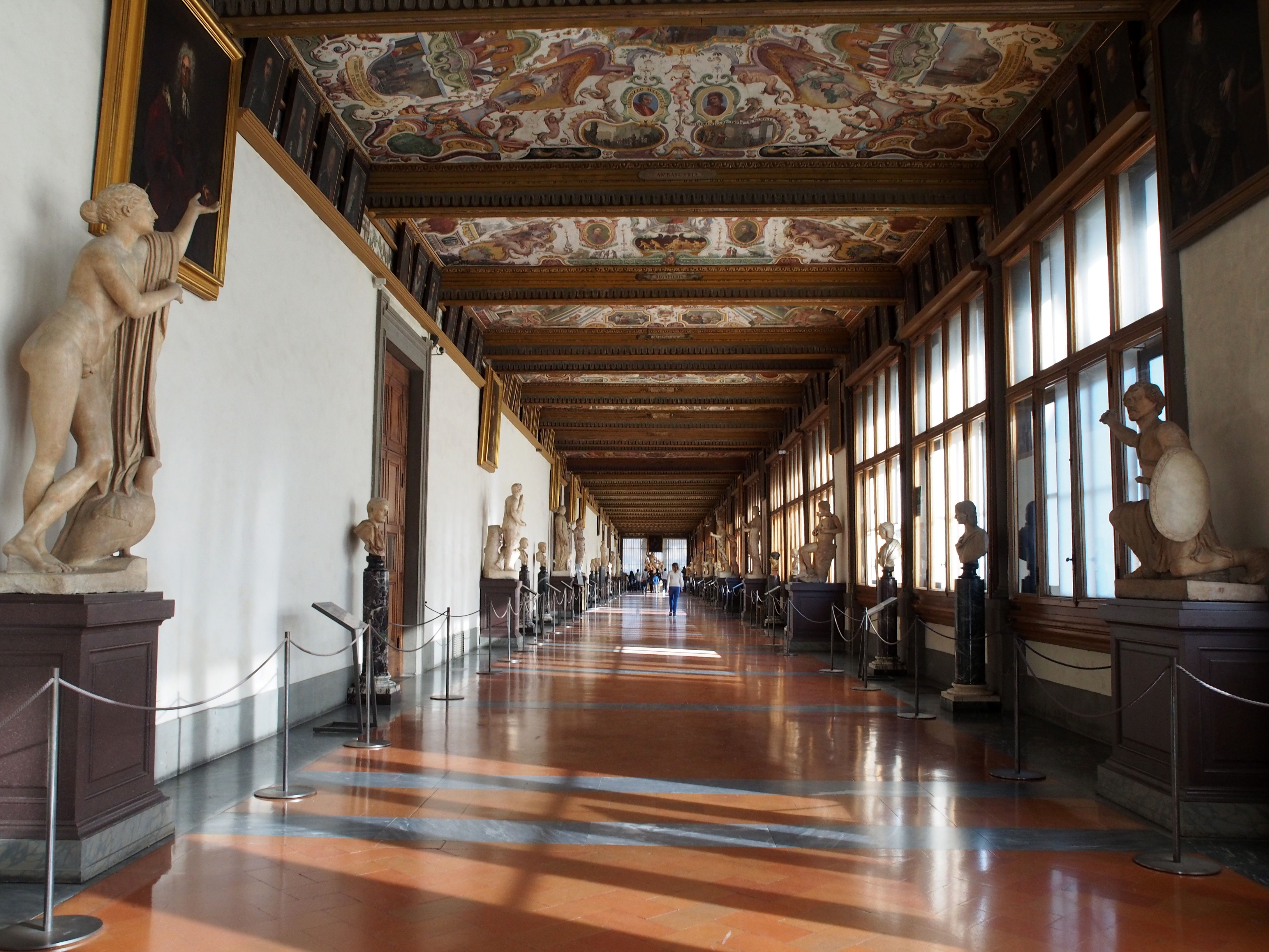
우피치 미술관 복도. 벽은 원래 태피스트리로 덮여 있었다.

화가이자 건축가였던 바사리(Vasari)는 마주보는 정면의 연속적인 처마 돌림띠(cornice)와, 층 사이의 끊어지지 않는 돌림띠, 그리고 궁궐의 정면이 서 있는 연속적인 3개의 계단을 통해 원근법적 길이감을 강조하였다. 기둥사이의 벽의 벽감(壁龕, niche)에는 16세기의 유명한 예술가들의 조각으로 채워져 있다.

## 주요 전시품
- 치마부에: 산타 트리니타 마에스타
- 두초: 루첼라이 마돈나
- 조토: 오니산티 마돈나, 바디아 폴리프티카
- 시모네 마르티니: 성 마르가리타와 성 안사누스의 성모영보
- 암브로조 로렌체티: 봉헌
- 젠틸레 다 파브리아노, 동방박사의 예배
- 파올로 우첼로: 산로마노 전투 (그림)
- 로히어르 판 데르 베이던, 그리스도에 대한 애도
- 프라 필리포 리피: 성모자상, 성모의 대관
- 피에로 델라 프란체스카: 우르비노의 페데리코 다 몬테펠트로 공작과 바티스타 스포르차 공작부인 두폭 제단화
- 안드레아 델 베로키오: 그리스도의 세례
- 휘호 판 데르 후스: 포르티나리 제단화
- 산드로 보티첼리: 봄, 비너스의 탄생, 동방박사의 예배와 그외 작품들
- 미켈란젤로: 성가족 (도니 톤도)
- 레오나르도 다 빈치: 성모영보, 동방박사의 예배
- 피에로 디 코시모: 안드로메다를 풀어주는 페르세우스
- 알브레히트 뒤러: 동방박사의 예배
- 라파엘로: 오색방울새의 성모, 레오 10세의 초상
- 티치아노: 플로라, 우르비노의 비너스
- 파르미자니노: 목이 긴 성모
- 카라바조: 바쿠스, 이삭의 희생, 메두사
- 아르테미시아 젠틸레스키: 홀로페우스의 머리를 베는 유디트
- 렘브란트: 헝크러진 머리의 자화상, 노인의 자화상, 노인의 초상
- 피에로 델라 프란체스카: 우리비노 공작 부부의 초상화

## 같이 보기
- 분류:우피치 미술관 소장품